# Щириця
Щири́ця (Amaranthus) — рід трав'янистих однорічних рослин родини амарантові. Рід налічує 95 видів, які ростуть у Північній і Південній Америках, Африці, південній частині Євразії, Австралії.

## Назва
Назва Amaranthus походить з грецького ἀμάραντος, що означає «нев'януча квітка». Назва вперше була застосована до спорідненої Celosia (Amaranthus і Celosia мають спільні довговічні сухі квіти). Синонімія української назви щириця включає такі слова як щир, щирій, щирець, щуриця, щурій, щурець, амарант. У своїх творах про цю рослину згадує Тарас Шевченко: Кричать сови, спить діброва, Зіроньки сіяють, Понад шляхом, щирицею, Ховрашки гуляють. Українська назва походить від праслов'янського щир непевної етимології. 

## Класифікація
Відомо понад 100 видів (див. Список видів роду Щириця); в Україні — 9, бур'яни:
- Щириця звичайна (Amaranthus retroflexus) — бур'ян переважно просапних культур; чужорідний
- Щириця лободовидна (Amaranthus blitoides) — бур'ян городів, садів; чужорідний
- Щириця біла (Amaranthus albus) росте на узбіччях доріг, насипів; чужорідний
- Щириця вузьколиста (Amaranthus graecizans)  — місцевий в Україні вид

## Будова
Це трав'яні, зазвичай однорічні, рідше багаторічні, однодомні або дводомні, голі чи запушені рослини. Стебла прямовисні, висхідні, лежачі або повзучі, зазвичай гіллясті, іноді прості чи майже такі. Листки чергові, на ніжках; пластинка зазвичай плоска, з цілими краями, злегка хвиляста. Суцвіття кінцеві та/або пазушні або виключно кінцеві, довгі, червоного кольору. Плід — мішечок нещільно закритий внутрішніми листочками оцвітини, іноді помітно з 3(5) жилками, зазвичай кулястий, яйцюватий чи подовжено-яйцюватий, тонкостінний, перетинчастий, складчастий або горбкуватий, голий. Насіння 1, майже кулясте або чечевицеподібне, зазвичай гладке, блискуче, іноді нечітко точкове чи сітчасте. x = 16, 17. На одній рослині утворюється до 500 тис насінин. Період цвітіння 8 тижнів.

## Практичне використання
Характеризується лікувальними і вітамінними властивостями.
Щириця є перспективною білковою культурою: урожайність її сягає 60 ц/га; білок за амінокислотним складом унікальний — він містить до 35 % незамінних амінокислот; лізину в ній у 3-3,5 рази більше, ніж у білку пшениці; жирнокислотний склад близький до складу обліпихової олії; щириця багата на вітаміни, серед мінеральних речовин щириці є такі важливі мікроелементи, як кремній, цинк, мідь, магній. Продукти зі щирицею здатні зменшувати токсичний ефект радіоактивного опромінення організму.

### У харчуванні

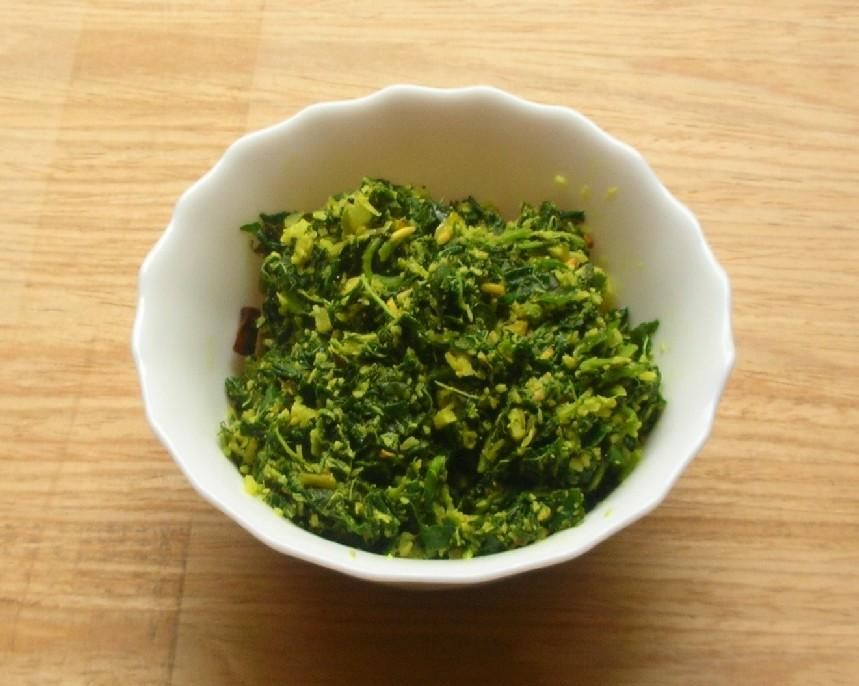
Торан з щириці

На Кавказі та у Середній Азії зілля йде на приготування борщів, юшок, окрошки. На Поволжі насіння шеретували на круподерці або обшуговували в ступі на крупу, з якої варили різні каші, здебільшого молочні. Пюре з варених стебел та листя заміняє шпинат. Молоде зілля до початку цвітіння йдуть на приготування прісних салатів.
Листки щириці використовують у консервуванні. Вони надають хрусткості огіркам чи, до прикладу, кабачкам. 
В Індії з листків щириці, яку називають чіра, виготовляють традиційну страву торан.
Щирицю культивують у гірських районах Центральної Америки як борошняну та круп'яну рослину. Її зрідка вирощують у Південному Китаї та Індії.

## Галерея

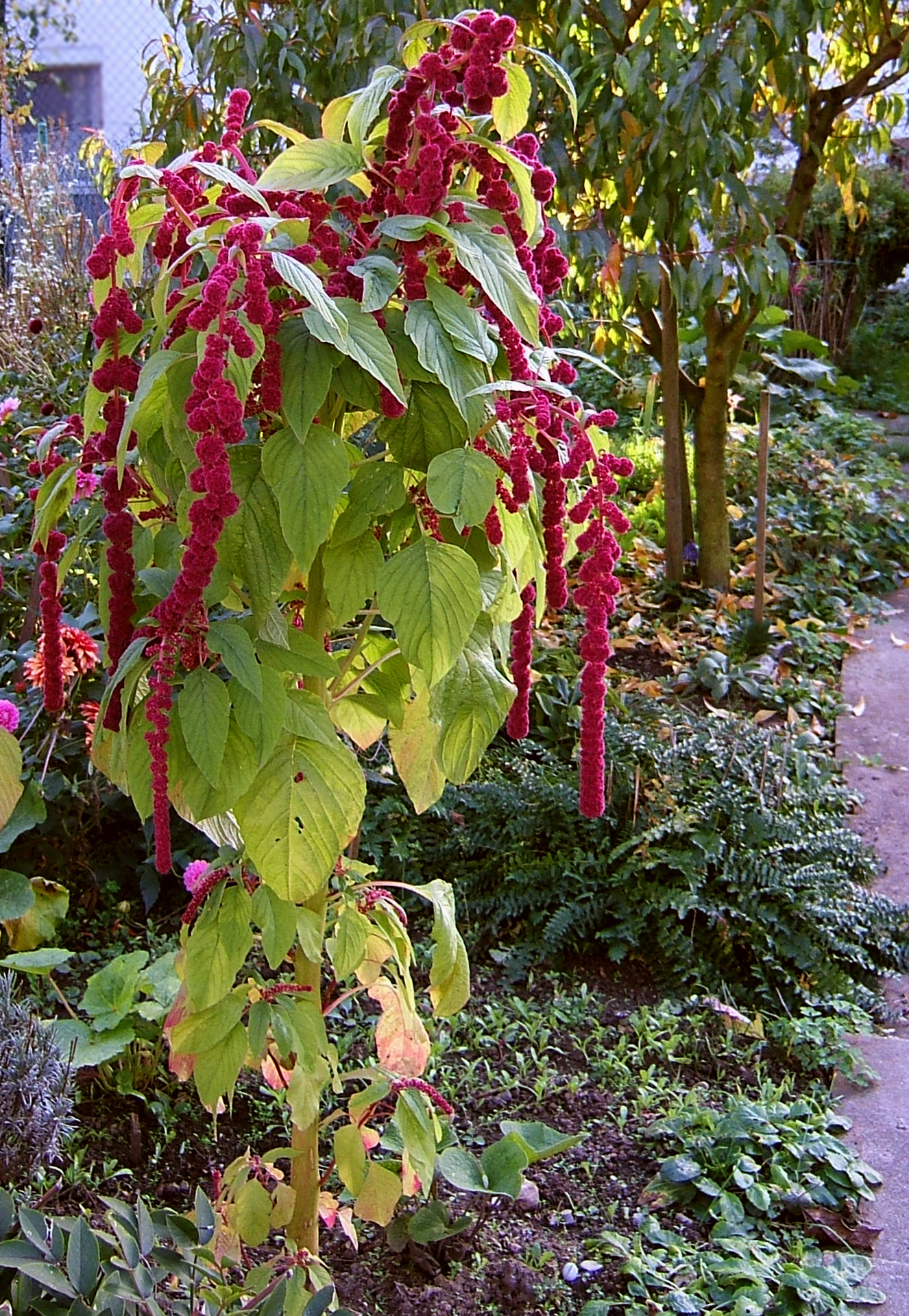
Amaranthus caudatus
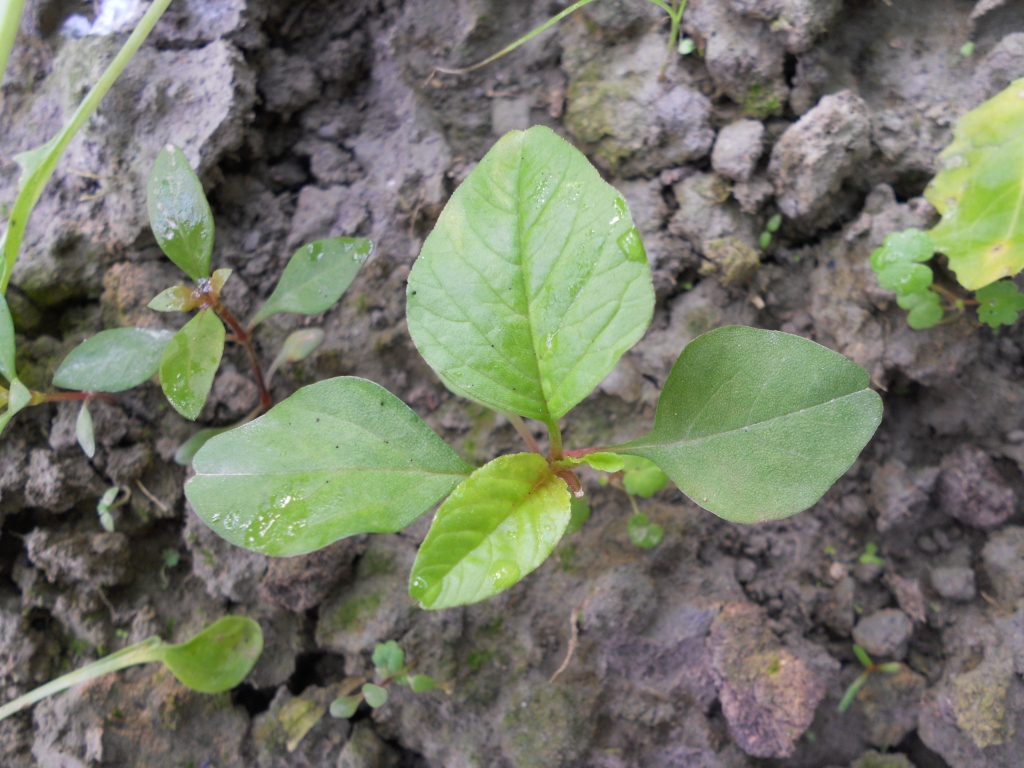
Сходи Amaranthus viridis
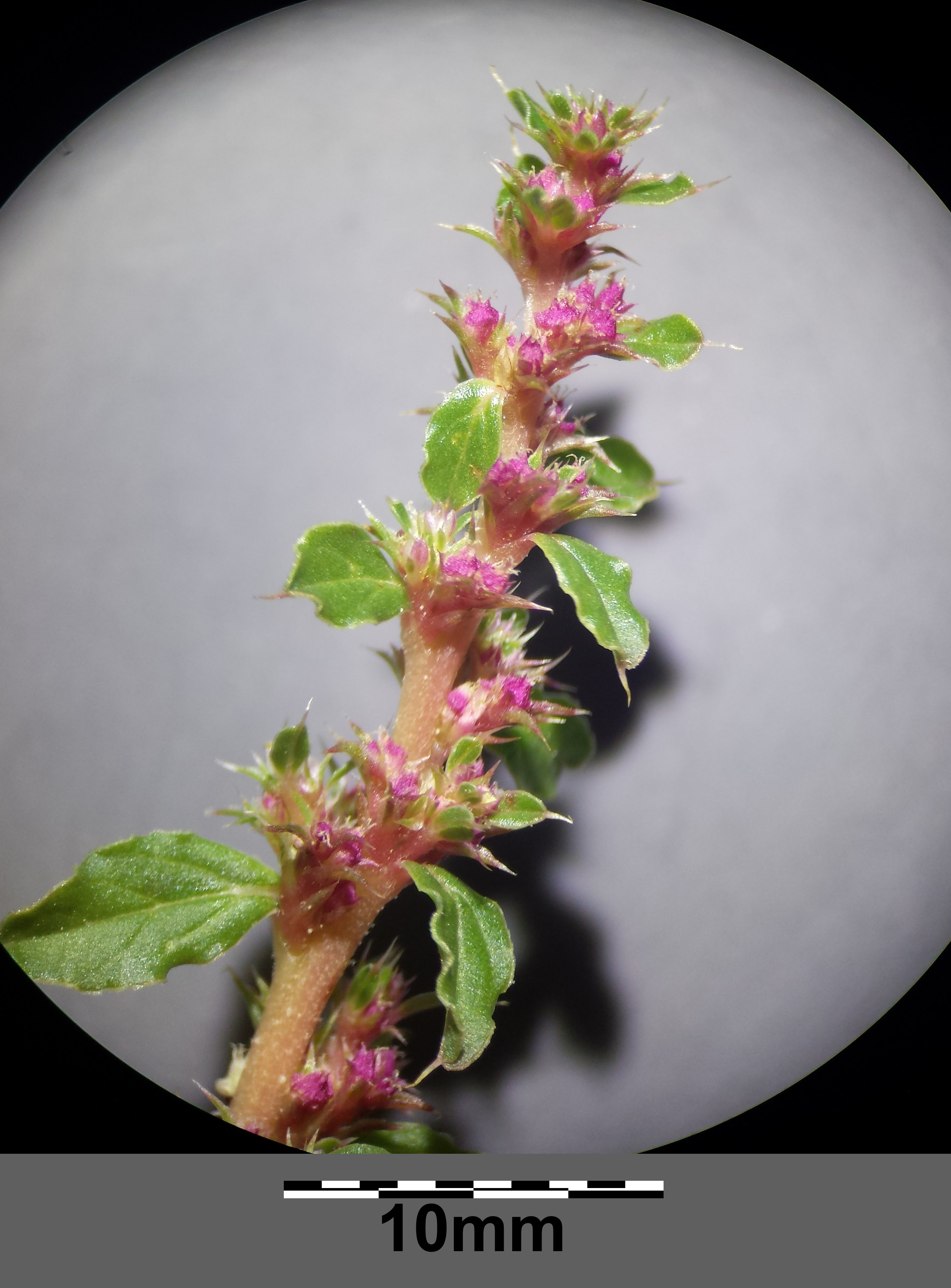
Квіти Amaranthus albus